# Mylène Dubiau
Mylène Dubiau est une musicologue française.

## Biographie
Mylène Dubiau soutient une thèse sur Paul Verlaine et Claude Debussy en 2008.
Elle passe l'agrégation en 2002 et est ensuite professeure de musique à l'Université Toulouse-Jean-Jaurès. Elle est spécialiste de la mélodie française et est codirectrice du Baudelaire Song Project. Elle édite le 3e volume des Œuvres complètes de Claude Debussy.

## Travaux
- Paul Verlaine dit par Claude Debussy (1882-1904) : rythme, poétique et diction poetico-musicale, 2008
- « La musique de l’enjambement verlainien : essais debussystes », Revue Verlaine no 12, 2014

## Sources
Étienne Jardin, Mel Bonis (1858-1937) : parcours d'une compositrice de la Belle Époque, 2020 (ISBN 978-2-330-13313-9 et 2-330-13313-8, OCLC 1153996478, lire en ligne)